# Limnophora distans
Limnophora distans är en tvåvingeart som beskrevs av Stein 1913. Limnophora distans ingår i släktet Limnophora och familjen husflugor. Inga underarter finns listade i Catalogue of Life.